# Mladší dáma
Mladší dáma je neformální jméno, které egyptologové dali mumii objevené archeologem Victorem Loretem v hrobce KV35 v Údolí Králů v Egyptě roce 1898. Mumie je také označována jako KV35YL. Podle DNA testů bylo zjištěno, že Mladší dáma je matka faraona Tutanchamona. Mumie se nachází v Egyptském muzeu v Káhiře

## Nalezení mumie
Mumie této ženy byla nalezena spolu s dalšími dvěma mumiemi v předsíni hrobky KV35 v Údolí králů. Hrobka KV35 byla původně určena pro faraona Amenhotepa II., protože se tam našel jeho sarkofág, ale sloužila spíše jako jisté skladiště mumií, mumií tam bylo totiž nalezeno asi sedmnáct. První z mumií nalezených v předsíni hrobky byl asi desetiletý chlapec, druhá – mumie starší ženy, která se označuje neformálním jménem jako „Starší dáma“, byla nedávno díky DNA testům identifikována jako královna Teje. Všechny tři mumie byly nalezeny nahé, bez jakékoli identifikace v předsíni hrobky KV35. Byly také velmi poškozeny starověkými vykradači hrobů.

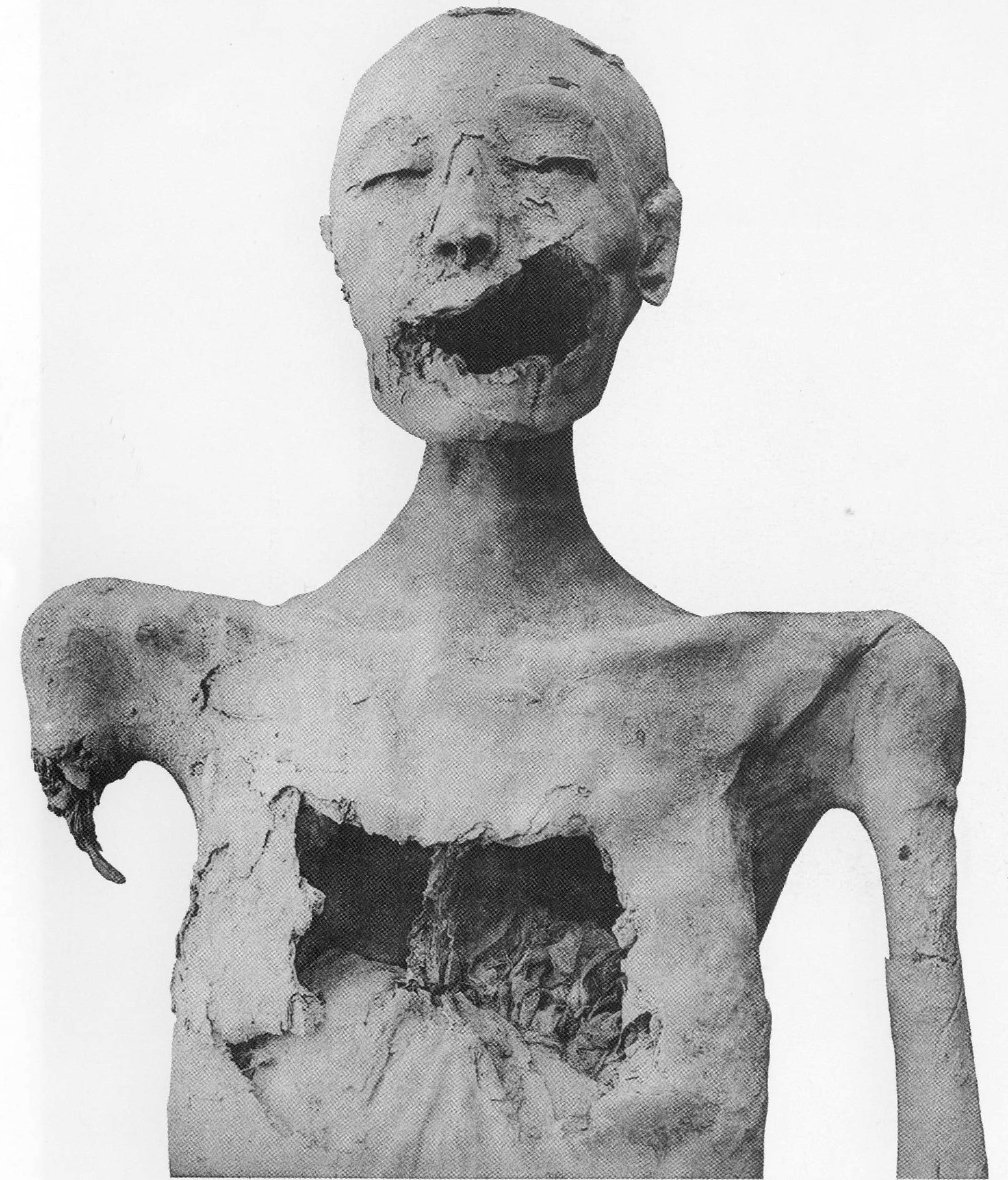
Mladší dáma – rána v levé části tváře způsobila její smrt

## Identifikace Mladší dámy
Objevitel hrobky KV35 Victor Loret se domníval, že mumie Mladší dámy patří muži, až mnohem později egyptolog Grafton Elliot Smith, po zevrubnějším zkoumání potvrdil, že se jedná o ženu. Nedávné mitochondriální DNA testy odhalily, že Mladší dáma je biologickou matkou faraona Tutanchamona a také biologickou sestrou svého muže, jehož mumie byla nalezena hrobce KV55. O mumii v hrobce KV55 se spekulovalo, že by se mohlo jednat o mumii faraona Achnatona, ale podle nedávného antropologického výzkumu provedeném Eugenem Strouhalem se jedná o mumii muže ve stáří 19–22 let. Achnaton díky své doložené alespoň sedmnáctileté vlády nepřichází tedy v úvahu, takže dalším nejpravděpodobnějším kandidátem je jeho nástupce faraon Smenchkare. Jelikož se tedy ukázalo, že rodiče Tutanchamona (Mladší dáma a muž pohřbený v hrobce KV55- pravděpodobně Smenchkare) jsou sourozenci není velmi pravděpodobné, že by Mladší dámou byla Nefertiti či vedlejší Achnatonova manželka Kija, protože na žádném artefaktu nejsou titulovány jako „králova sestra“. Egyptologové předpokládají, že nejpravděpodobnějšími kandidátkami jsou princezny Baketaton nebo Nebetah, dcery Amenhotepa III. a Teje. Další možností opírající se o DNA testy je teorie, že Mladší dáma je Meritaton, s tím je ale potíž, pak by totiž Nefertiti musela být podle maternální dědičnosti dcerou královny Teje nebo Tejiny matky Cuje.

## Popis Mladší dámy
Jedná se o asi pětadvacetiletou 158 cm vysokou ženu. Egyptologové se domnívají, že byla členkou královské rodiny. Původně se myslelo, že hluboká rána v levé části obličeje byla způsobena vykradači hrobů, ale poslední DNA testy a CT skenování odhalily, že k ráně došlo před ženinou smrtí a že rána byla smrtící. Zajímavostí je, že v levém uchu mumie, které zůstalo neporušeno, jsou propíchnuty dvě dírky pro náušnice, což v té době bylo spíše vzácné, ale bylo typické třeba pro Nefertiti.